# Merkuriuspassage (Saturnus)
Merkuriuspassage från Saturnus benämns det som inträffar när planeten Merkurius passerar framför solen sett från Saturnus. Merkurius kan då ses som en liten svart skiva som långsamt rör sig över solens yta.

## Tidigare och kommande passager
| 4 mars 1998       |
| 1 juni 1998       |
| 28 augusti 1998   |
| 25 november 1998  |
| 21 februari 1999  |
| 30 december 2011  |
| 28 mars 2012      |
| 25 juni 2012      |
| 27 september 2012 |
| 22 juli 2027      |
| 19 oktober 2027   |
| 15 januari 2028   |
| 13 april 2028     |
| 10 juli 2028      |
| 15 augusti 2041   |
| 12 november 2041  |
| 9 februari 2042   |
| 7 mars 2057       |
| 3 juni 2057       |
| 31 augusti 2057   |
| 28 november 2057  |
| 2 januari 2071    |
| 1 april 2071      |
| 29 juni 2071      |
| 26 september 2071 |
| 25 juli 2086      |
| 22 oktober 2086   |
| 18 januari 2087   |
| 17 april 2087     |
| 22 maj 2100       |
| 19 augusti 2100   |
| 16 november 2100  |
| 13 februari 2101  |